# Engie
Engie – francuska grupa energetyczna. W 2015 roku była trzecią co do wielkości grupą w sektorze energetycznym, z wyłączeniem ropy naftowej. Jej głównym udziałowcem jest państwo francuskie, do którego należy jedna czwarta kapitału (23,64% kapitału i 33,84% praw głosu Engie).
W 2016 roku grupa rozpoczęła głęboką transformację mającą na celu transformację energetyczną i cyfrową.
W 2018 roku Engie zatrudniała 158 505 pracowników, a jej obrót wyniósł 60,6 mld euro.
Notowana w Brukseli, Luksemburgu i Paryżu grupa jest obecna w indeksach giełdowych: CAC 40, BEL20 i Euronext 100.